# Маракеле (национальный парк)
Национальный парк Маракеле — национальный парк на севере ЮАР в провинции Лимпопо. Парк расположен в горах Ватерберг в 250 км от Йоханнесбурга, около Thabazimbi, и является частью биосферного резервата Ватерберг. Планируется расширение национального парка на север.
При создании национального парка в 1994 году, он получил название Крансберг, но затем стал называться Маракеле, что означает на языке тсвана место прибежища. Такое название связано с тем, что парк расположен в транзитной зоне, связывающей засушливый западный и влажный восточный регионы. В парке обычно жаркое лето с невысокой влажностью и умеренная зима, с возможными утренними и ночными заморозками в низинах. Уровень осадков в среднем составляет 500—700 мм в год.

## Флора и фауна

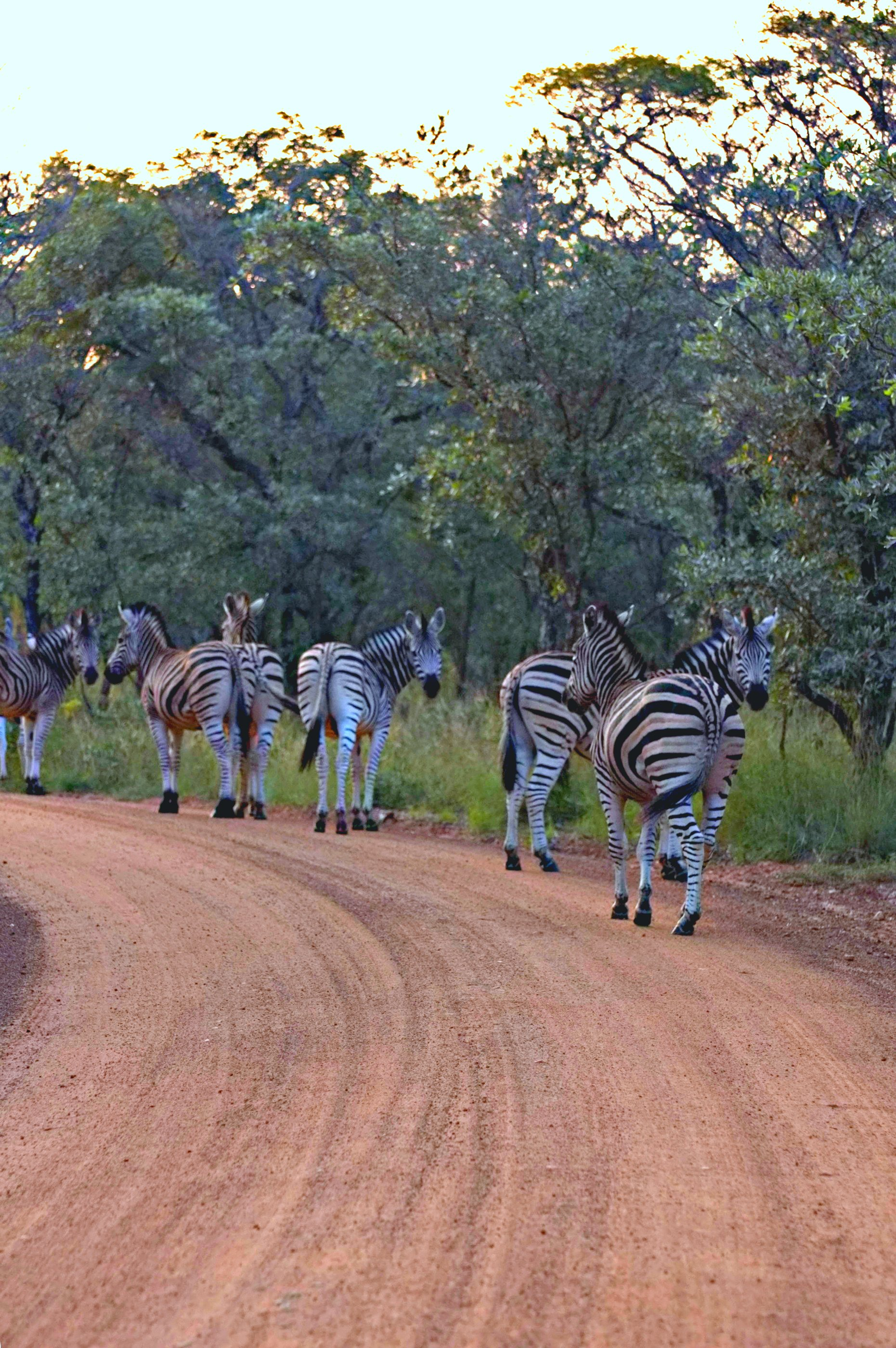
Зебры на дороге в парке

В парке произрастает около 800 видов растений. Более половины парка (55 %), в основном южная и юго-восточная часть, характеризуется как влажный кустарниковый велд Ватерберга. Относительно большое количество осадков (719 мм в год) приводит к вымыванию питательных веществ из почв. Основными видами являются осока (faurea salinga), протея (protea caffra) и сапотовые (englerophytum magaliesmontanum). Смешанный кустарниковый велд занимает около 42 % парка в северо-западной части и в некоторых изолиррованыых местах на юго-западе и характеризуется более глубокой и богатой почвой . Основными видами являются терминалия (terminalia sericea), мимозовые (dichrostachys cinerea) и птерокарпус (pterocarpus rotundifolias). На берегу реки Матлабас (менее 3 % территории парка) сформировался микроклимат, носящий название сладкий бушвелд и имеющий большое значение для зимовки зверей. Здесь встречается эндемик энцефаляртос эжен-маре, названная в честь натуралиста и поэта Эжена Маре, который прожил в Ватерберге около 16 лет.
В парке обитают африканские слоны, чёрные и белые носороги, леопарды, львы, антилопы куду, импала, западная канна, обыкновенный водяной козёл и другие.
Кроме того в парке гнездится самая крупная колония капских грифов (более 800 пар).